# Jackson Wurth
Jackson Wurth est un acteur américain.

## Filmographie
- 2007 : Shelter
- 2007 : Preuve à l'appui, série télévisée
- 2006-2007 : Heroes,  feuilleton télévisé